# Ергольский, Владимир Николаевич
Владимир Николаевич Ергольский (1775—1836) — генерал-майор из рода Ергольских, участник Наполеоновских войн.

## Биография
Родился в 1775 году в семье советника киевского губернского правления, о котором сохранилось свидетельство Ф. Вигеля: «Николай Иванович Ергольский строгим бескорыстием, умом, знанием дел и какой-то природной важностью, без примеси чванства, мог бы украсить Сенат, если бы в нем заседал. Однако у него было домашнее горе — добрая и любимая жена, Наталья Егоровна, но которая, к несчастию, имела два порока: была престрашная лгунья и вечерком наедине любила выпить».
В 1796 году Владимир Ергольский был произведён в первый офицерский чин, служил в Нежинском кирасирском полку. По расформировании полка Ергольский ещё некоторое время в нём числился, а 1 июня 1804 года был переведён в Московский мушкетёрский полк с переименованием из ротмистров в капитаны.
Далее Ергольский в чине майора служил в Новгородском мушкетёрском полку. В 1809—1810 годах он принимал участие в кампании против турок на Дунае и 28 июля 1810 года был награждён орденом св. Георгия 4-й степени (№ 977 по кавалерскому списку Судравского и № 2190 по списку Григоровича — Степанова)
В воздаяние отличного мужества и храбрости, оказанных 22 мая против турок при штурме города Базарджика, где, командуя вверенной частью войск, первый взошел на неприятельский ретраншамент и, овладев находившимися на оном орудиями, везде поражал встречающегося неприятеля.
27 марта 1811 года он за отличия против турок был награждён золотым оружием с надписью «За храбрость».
С 6 сентября 1810 года Ергольский, будучи произведён в подполковники, командовал Новгородским полком. 6 октября 1810 года Новгородский мушкетёрский полк был расформирован и часть его была включена в состав новосформированного 43-го егерского полка, Ергольский был назначен командиром этого полка и командовал им вплоть 19 октября 1812 года, когда занял должность полкового шефа. 18 января 1812 года произведён в полковники.
В начале 1812 года Ергольский с полком состоял в 16-й пехотной дивизии и был откомандирован на Волынь в отряд Лидерса. При вторжении Наполеона его полк был двинут в Дунайскую армию и был присоединён к 6-му корпусу Булатова, в составе которого и совершил всю кампанию.
По окончании Наполеоновских войн Ергольский (с 22 июня 1815 года) вновь командовал 43-м егерским полком. 30 августа 1816 года Ергольский был произведён в генерал-майоры и сдал должность полкового командира подполковнику Сафьянову.
В 1820 году Ергольский вышел в отставку и поселился в имении Враково на реке Брынец. В 1830 г. избран козельским уездным предводителем дворянства. Скончался 6 мая 1836 года в Москве, похоронен на кладбище Донского монастыря. 

## Семья
- Дед по отцу — Иван Алексеевич Ергольский (ум. до 1762 г.)
- Бабушка по отцу — Ульяна Алексеевна Ергольская (?—1788)
- Отец — Николай Иванович Ергольский
- Мать — Наталья Егоровна Ергольская

Дети:
- София Владимировна, баронесса Икскуль фон Гильденбандт (1820—?). Замужем за подполковником Людвигом Августом Икскуль фон Гильденбандтом (1807—1890). Жила в Киеве.
- Зинаида Владимировна (схимонахиня Сергия, 1827—1900) — покоится в Севске на кладбище Троицкого монастыря.
- Анна Владимировна Ергольская (?—1847).
- Николай Владимирович Ергольский.
- Юлия Владимировна Апарьева — замужем за полковником Иваном Петровичем Апарьевым.